# Мезотрофно језеро
Мезотрофно језеро (грч. meso — средње и грч. trophos — храњење) је језеро које се одликује средњим садржајем хранљивих биогених материја, па се према продукцији налазе између еутрофних и олиготрофних језера. Дубина воде је 3-5 метара, плићаци су слабије развијени. Мезотрофне језерске басене карактерише продукција фитопланктона, алги и богатство рибом. Оваква језера заступљена су у Финској, а опсежна истраживања вршена су на језеру Похјалампи у источном делу земље, у циљу утврђивања главних одлика оваквих водених басена.